# Corazón de María, San Cristobal De Casas
Corazón de María är en ort i Mexiko.   Den ligger i kommunen San Cristobal De Casas och delstaten Chiapas, i den sydöstra delen av landet, 800 km öster om huvudstaden Mexico City. Corazón de María ligger 2 347 meter över havet och antalet invånare är 714.
Terrängen runt Corazón de María är lite kuperad. Runt Corazón de María är det ganska tätbefolkat, med 90 invånare per kvadratkilometer. Närmaste större samhälle är San Cristóbal de las Casas, 11,9 km väster om Corazón de María. I omgivningarna runt Corazón de María växer huvudsakligen savannskog.